# Jean d'Antoing
Jean d'Antoing, mort en 1197 (ou 1196), est un prélat français du XIIe siècle. Il est le fils de Hugues, seigneur d'Antoing et d'Espinoy, et d'une sœur de Roger de Wavrin, évêque de Cambrai l'ayant précédé. Il est le frère d'Alard d'Antoing.
Il est archidiacre de l'église de Cambrai et prévôt de cette église en 1188 et doyen ou prévôt de celle d'Arras, lorsque le chapitre de Cambrai le choisit pour succéder à son oncle. 
Jean d'Antoing aurait été le vicaire de Roger de Wavrin pendant le pèlerinage que fit ce dernier en Terre Sainte en 1189.  Jean est élu par le chapitre quand on apprit la mort de Roger de Wavrin lors du siège de Saint-Jean d'Acre alors qu'il était à la tête des troupes flamandes. 
Il est évêque de Cambrai de 1191 à 1197 (ou de 1192 à 1196 : Liste des évêques et archevêques de Cambrai). 
Jean est sacré par Guillaume, (Guillaume aux Blanches Mains), archevêque de Reims le 13 septembre 1192. Albéric ou Aubry de Trois-Fontaines mentionne son sacre en le désignant sous son seul prénom, et dit de lui "de hoc Johanne dicitur quod virgo discesserit". 
Son épiscopat n'est pas marqué par des évènements importants. Néanmoins en 1193, il assiste au couronnement d'Ingelburge, (Ingeburge de Danemark) femme de Philippe Auguste. 
Jean reçoit en 1195, à Cambrai, Gautier de Coutances, archevêque de Rouen, exilé par le roi Richard.
C'est alors qu'il établit avec l'église de Rouen une célèbre association qui subsiste jusqu'à la Révolution française, pour assistance et secours mutuels.
Selon Vincent de Beauvais, Jean, très lié avec Thomas Becket (Saint Thomas Cantorbery), en écrivit la vie.
Les sources varient sur la mort de Jean d'Antoing : pour les uns , il fut enterré à Amiens dans l'église de Saint-Jean-le-Vieux, pour d'autres il est inhumé à Nivelles où il mourut alors qu'il se rendait auprès de l'empereur en Allemagne.

## Source
- H. Fisquet, La France pontificale, Cambrai
- Jean Le Carpentier, Histoire de Cambray et du Cambresis, tome 1, Leyde, 1664, p. 369
- J. Balteau, <<Antoing (Jean D') >>, dans Dictionnaire de biographie française, Paris, Tome 3, 1939, Letouzey et Ané.